# Fallen: A2P Protocol
Fallen: A2P Protocol est un jeu vidéo de tactique au tour par tour développé et édité par Red Katana, sorti en 2015 sur Windows, Mac et Linux.

## Développement
Le jeu a été en partie financement sur Kickstarter. Il y a récolté 75 584 $ de la part de 803 contributeurs pour 75 000 $ demandés.

## Accueil
- Canard PC : 3/10[2]
- CD-Action : 4+/10[3]